# Liste der Nummer-eins-Hits in Belgien (2023)
Dies ist eine Liste der Nummer-eins-Hits in Belgien im Jahr 2023. Für die niederländischsprachigen Landesteile (Flandern) und die französischsprachigen Landesteile (Wallonie) werden getrennte Charts ermittelt. Veröffentlicht werden die Charts von Ultratop, das auf Initiative der Belgian Entertainment Association (BEA), der Vereinigung der Musik-, Film- und Spieleindustrie des Landes, entstanden ist.

## Flandern

### Singles
| ← 2022 ← | Liste der Nummer-eins-Hits in Belgien (Flandern) | Liste der Nummer-eins-Hits in Belgien (Flandern) | Liste der Nummer-eins-Hits in Belgien (Flandern) | 2024 → |
| \| Zeitraum \| Wo. ges. \| Interpret \| Titel Autor(en) \| Zusätzliche Informationen \| \| (Zeitraum, Wochen auf Platz eins, Interpret, Titel, Autor[en], zusätzliche Informationen) \| \| \| \| \| \| ----------------------------------------------------------------------------------------- \| -------- \| --------------------------------- \| ------------------------------------------------------------------------------------------------------------------------------------------------------ \| -------------------------------------------------------------------------------------------------------------------------------------------------------------------- \| \| 31. Dezember 2022 – 6. Januar 2023 1 Woche (insgesamt 2) \| 2 \| Mariah Carey \| All I Want for Christmas Is You Walter N. Afanasieff, Mariah Carey \| – \| \| 7. Januar 2023 – 20. Januar 2023 2 Wochen (insgesamt 6) \| 6 \| Taylor Swift \| Anti-Hero Taylor Alison Swift, Jack Michael Antonoff \| – \| \| 21. Januar 2023 – 10. März 2023 7 Wochen (insgesamt 16) \| 16 \| Miley Cyrus \| Flowers Miley Ray Cyrus, Michael Ross Pollack, Gregory Aldae Hein \| – \| \| 11. März 2023 – 17. März 2023 1 Woche \| 1 \| Artiesten voor 12-12 \| People Help the People Simon John Aldred \| An dieser Benefizsingle für die Erdbebenopfer in der Türkei und Syrien im Februar sind unter anderem Clouseau, Metejoor, Selah Sue und Pommelien Thijs beteiligt.[1] \| \| 18. März 2023 – 19. Mai 2023 9 Wochen (insgesamt 16) \| 16 \| Miley Cyrus \| Flowers Miley Ray Cyrus, Michael Ross Pollack, Gregory Aldae Hein \| – \| \| 20. Mai 2023 – 28. Juli 2023 10 Wochen \| 10 \| Loreen \| Tattoo Thomas Gustafsson, Jimmy Erik Robert Jansson, Peter Lars Boström, Moa Anna Maria Carlebecker, Jimmy Paul Thörnfeldt, Lorine Zineb Noka Talhaoui \| – \| \| 29. Juli 2023 – 4. August 2023 1 Woche (insgesamt 6) \| 6 \| Pommelien Thijs \| Erop of eronder Simon de Wit, Sasha Remi Sebastony Rangas, Pommelien Thijs, Stefanus Cornelis Maria van Leijsen \| – \| \| 5. August 2023 – 11. August 2023 1 Woche (insgesamt 2) \| 2 \| Peggy Gou \| (It Goes Like) Nanana Kim Min-ji \| – \| \| 12. August 2023 – 18. August 2023 1 Woche (insgesamt 2) \| 2 \| Dua Lipa \| Dance the Night Caroline Ailin Buvik Furøyen, Dua Lipa, Mark Daniel Ronson, Andrew Wyatt Blakemore \| – \| \| 19. August 2023 – 22. September 2023 5 Wochen (insgesamt 6) \| 6 \| Pommelien Thijs \| Erop of eronder Simon de Wit, Sasha Remi Sebastony Rangas, Pommelien Thijs, Stefanus Cornelis Maria van Leijsen \| – \| \| 23. September 2023 – 29. September 2023 1 Woche (insgesamt 2) \| 2 \| Peggy Gou \| (It Goes Like) Nanana Kim Min-ji \| – \| \| 30. September 2023 – 13. Oktober 2023 2 Wochen (insgesamt 3) \| 3 \| Metejoor \| Eigen schuld Simon Gitsels, Haris Alagic, Joris van Rossem, Sasha Remi Sebastony Rangas, Stefanus Cornelis Maria van Leijsen \| – \| \| 14. Oktober 2023 – 20. Oktober 2023 1 Woche (insgesamt 2) \| 2 \| Dua Lipa \| Dance the Night Caroline Ailin Buvik Furøyen, Dua Lipa, Mark Daniel Ronson, Andrew Wyatt Blakemore \| – \| \| 21. Oktober 2023 – 10. November 2023 3 Wochen (insgesamt 7) \| 7 \| Cassö feat. D-Block Europe & Raye \| Prada Obi Fred Ebele, Uche Ben Ebele, Adam Nathaniel Laurence Williams, Ricky Earl Banton, Jahmori Dejon Simmons, Rachel Agatha Keen \| – \| \| 11. November 2023 – 17. November 2023 1 Woche (insgesamt 3) \| 3 \| Metejoor \| Eigen schuld Simon Gitsels, Haris Alagic, Joris van Rossem, Sasha Remi Sebastony Rangas, Stefanus Cornelis Maria van Leijsen \| – \| \| 18. November 2023 – 24. November 2023 1 Woche \| 1 \| Dua Lipa \| Houdini Tobias MacDonald Jesso Jr., Dua Lipa, Caroline Ailin Buvik Furøyen, Daniel Jack Eisner Harle, Kevin Richard Parker \| – \| \| 25. November 2023 – 1. Dezember 2023 1 Woche (insgesamt 7) \| 7 \| Cassö feat. D-Block Europe & Raye \| Prada Obi Fred Ebele, Uche Ben Ebele, Adam Nathaniel Laurence Williams, Ricky Earl Banton, Jahmori Dejon Simmons, Rachel Agatha Keen \| – \| \| 2. Dezember 2023 – 8. Dezember 2023 1 Woche \| 1 \| Teddy Swims \| Lose Control Joshua Emanuel Coleman, Julian Collin Bunetta, Jaten Collin Dimsdale, John Stephen Sudduth, Marco Antonio Rodriguez Diaz Jr. \| – \| \| 9. Dezember 2023 – 22. Dezember 2023 2 Wochen (insgesamt 7) \| 7 \| Cassö feat. D-Block Europe & Raye \| Prada Obi Fred Ebele, Uche Ben Ebele, Adam Nathaniel Laurence Williams, Ricky Earl Banton, Jahmori Dejon Simmons, Rachel Agatha Keen \| – \| \| 23. Dezember 2023 – 29. Dezember 2023 1 Woche (insgesamt 7) \| 7 \| Noah Kahan \| Stick Season Noah Berkenkamp Kahan \| – \| \| 30. Dezember 2023 – 5. Januar 2024 1 Woche (insgesamt 2) \| 2 \| Mariah Carey \| All I Want for Christmas Is You Walter N. Afanasieff, Mariah Carey \| – \| |                                                  |                                                  | | |
| ← 2022 |                                                  |                                                  | | → 2024 → |
| Zeitraum | Wo. ges.                                         | Interpret                                        | Titel Autor(en) | Zusätzliche Informationen |
| (Zeitraum, Wochen auf Platz eins, Interpret, Titel, Autor[en], zusätzliche Informationen) |                                                  |                                                  | | |
| 31. Dezember 2022 – 6. Januar 2023 1 Woche (insgesamt 2) | 2                                                | Mariah Carey                                     | All I Want for Christmas Is You Walter N. Afanasieff, Mariah Carey                                                                                     | – |
| 7. Januar 2023 – 20. Januar 2023 2 Wochen (insgesamt 6) | 6                                                | Taylor Swift                                     | Anti-Hero Taylor Alison Swift, Jack Michael Antonoff                                                                                                   | – |
| 21. Januar 2023 – 10. März 2023 7 Wochen (insgesamt 16) | 16                                               | Miley Cyrus                                      | Flowers Miley Ray Cyrus, Michael Ross Pollack, Gregory Aldae Hein                                                                                      | – |
| 11. März 2023 – 17. März 2023 1 Woche | 1                                                | Artiesten voor 12-12                             | People Help the People Simon John Aldred | An dieser Benefizsingle für die Erdbebenopfer in der Türkei und Syrien im Februar sind unter anderem Clouseau, Metejoor, Selah Sue und Pommelien Thijs beteiligt. |
| 18. März 2023 – 19. Mai 2023 9 Wochen (insgesamt 16) | 16                                               | Miley Cyrus                                      | Flowers Miley Ray Cyrus, Michael Ross Pollack, Gregory Aldae Hein                                                                                      | – |
| 20. Mai 2023 – 28. Juli 2023 10 Wochen | 10                                               | Loreen                                           | Tattoo Thomas Gustafsson, Jimmy Erik Robert Jansson, Peter Lars Boström, Moa Anna Maria Carlebecker, Jimmy Paul Thörnfeldt, Lorine Zineb Noka Talhaoui | – |
| 29. Juli 2023 – 4. August 2023 1 Woche (insgesamt 6) | 6                                                | Pommelien Thijs                                  | Erop of eronder Simon de Wit, Sasha Remi Sebastony Rangas, Pommelien Thijs, Stefanus Cornelis Maria van Leijsen                                        | – |
| 5. August 2023 – 11. August 2023 1 Woche (insgesamt 2) | 2                                                | Peggy Gou                                        | (It Goes Like) Nanana Kim Min-ji | – |
| 12. August 2023 – 18. August 2023 1 Woche (insgesamt 2) | 2                                                | Dua Lipa                                         | Dance the Night Caroline Ailin Buvik Furøyen, Dua Lipa, Mark Daniel Ronson, Andrew Wyatt Blakemore                                                     | – |
| 19. August 2023 – 22. September 2023 5 Wochen (insgesamt 6) | 6                                                | Pommelien Thijs                                  | Erop of eronder Simon de Wit, Sasha Remi Sebastony Rangas, Pommelien Thijs, Stefanus Cornelis Maria van Leijsen                                        | – |
| 23. September 2023 – 29. September 2023 1 Woche (insgesamt 2) | 2                                                | Peggy Gou                                        | (It Goes Like) Nanana Kim Min-ji | – |
| 30. September 2023 – 13. Oktober 2023 2 Wochen (insgesamt 3) | 3                                                | Metejoor                                         | Eigen schuld Simon Gitsels, Haris Alagic, Joris van Rossem, Sasha Remi Sebastony Rangas, Stefanus Cornelis Maria van Leijsen                           | – |
| 14. Oktober 2023 – 20. Oktober 2023 1 Woche (insgesamt 2) | 2                                                | Dua Lipa                                         | Dance the Night Caroline Ailin Buvik Furøyen, Dua Lipa, Mark Daniel Ronson, Andrew Wyatt Blakemore                                                     | – |
| 21. Oktober 2023 – 10. November 2023 3 Wochen (insgesamt 7) | 7                                                | Cassö feat. D-Block Europe & Raye                | Prada Obi Fred Ebele, Uche Ben Ebele, Adam Nathaniel Laurence Williams, Ricky Earl Banton, Jahmori Dejon Simmons, Rachel Agatha Keen                   | – |
| 11. November 2023 – 17. November 2023 1 Woche (insgesamt 3) | 3                                                | Metejoor                                         | Eigen schuld Simon Gitsels, Haris Alagic, Joris van Rossem, Sasha Remi Sebastony Rangas, Stefanus Cornelis Maria van Leijsen                           | – |
| 18. November 2023 – 24. November 2023 1 Woche | 1                                                | Dua Lipa                                         | Houdini Tobias MacDonald Jesso Jr., Dua Lipa, Caroline Ailin Buvik Furøyen, Daniel Jack Eisner Harle, Kevin Richard Parker                             | – |
| 25. November 2023 – 1. Dezember 2023 1 Woche (insgesamt 7) | 7                                                | Cassö feat. D-Block Europe & Raye                | Prada Obi Fred Ebele, Uche Ben Ebele, Adam Nathaniel Laurence Williams, Ricky Earl Banton, Jahmori Dejon Simmons, Rachel Agatha Keen                   | – |
| 2. Dezember 2023 – 8. Dezember 2023 1 Woche | 1                                                | Teddy Swims                                      | Lose Control Joshua Emanuel Coleman, Julian Collin Bunetta, Jaten Collin Dimsdale, John Stephen Sudduth, Marco Antonio Rodriguez Diaz Jr.              | – |
| 9. Dezember 2023 – 22. Dezember 2023 2 Wochen (insgesamt 7) | 7                                                | Cassö feat. D-Block Europe & Raye                | Prada Obi Fred Ebele, Uche Ben Ebele, Adam Nathaniel Laurence Williams, Ricky Earl Banton, Jahmori Dejon Simmons, Rachel Agatha Keen                   | – |
| 23. Dezember 2023 – 29. Dezember 2023 1 Woche (insgesamt 7) | 7                                                | Noah Kahan                                       | Stick Season Noah Berkenkamp Kahan | – |
| 30. Dezember 2023 – 5. Januar 2024 1 Woche (insgesamt 2) | 2                                                | Mariah Carey                                     | All I Want for Christmas Is You Walter N. Afanasieff, Mariah Carey                                                                                     | – |

### Alben
| ← 2022 ← | Liste der Nummer-eins-Hits in Belgien (Flandern) | Liste der Nummer-eins-Hits in Belgien (Flandern) | Liste der Nummer-eins-Hits in Belgien (Flandern)              | 2024 →                    |
| \| Zeitraum \| Wo. ges. \| Interpret \| Titel \| Zusätzliche Informationen \| \| (Zeitraum, Wochen auf Platz eins, Interpret, Titel, zusätzliche Informationen) \| \| \| \| \| \| ------------------------------------------------------------------------------ \| -------- \| -------------------------- \| ------------------------------------------------------------- \| ------------------------- \| \| 10. Dezember 2022 – 27. Januar 2023 7 Wochen (insgesamt 13) \| 13 \| Camille \| SOS \| – \| \| 28. Januar 2023 – 3. Februar 2023 1 Woche (insgesamt 2) \| 2 \| Måneskin \| Rush! \| – \| \| 4. Februar 2023 – 17. Februar 2023 2 Wochen (insgesamt 13) \| 13 \| Camille \| SOS \| – \| \| 18. Februar 2023 – 24. Februar 2023 1 Woche \| 1 \| Jaap Reesema \| Als je voor me staat \| – \| \| 25. Februar 2023 – 10. März 2023 2 Wochen \| 2 \| dEUS \| How to Replace It \| – \| \| 11. März 2023 – 17. März 2023 1 Woche (insgesamt 2) \| 2 \| Måneskin \| Rush! \| – \| \| 18. März 2023 – 24. März 2023 1 Woche (insgesamt 13) \| 13 \| Camille \| SOS \| – \| \| 25. März 2023 – 31. März 2023 1 Woche \| 1 \| U2 \| Songs of Surrender \| – \| \| 1. April 2023 – 7. April 2023 1 Woche \| 1 \| Lana Del Rey \| Did You Know That There’s a Tunnel Under Ocean Blvd \| – \| \| 8. April 2023 – 14. April 2023 1 Woche \| 1 \| Fleddy Melculy \| Antichlist \| – \| \| 15. April 2023 – 21. April 2023 1 Woche \| 1 \| #LikeMe Cast \| #LikeMe – Seizoen 4 \| – \| \| 22. April 2023 – 5. Mai 2023 2 Wochen \| 2 \| Metallica \| 72 Seasons \| – \| \| 6. Mai 2023 – 12. Mai 2023 1 Woche \| 1 \| The National \| First Two Pages of Frankenstein \| – \| \| 13. Mai 2023 – 26. Mai 2023 2 Wochen \| 2 \| Ed Sheeran \| − \| – \| \| 27. Mai 2023 – 9. Juni 2023 2 Wochen \| 2 \| (Verschiedene Interpreten) \| Liefde voor muziek (2023) \| – \| \| 10. Juni 2023 – 16. Juni 2023 1 Woche \| 1 \| Stray Kids \| 5-Star \| – \| \| 17. Juni 2023 – 23. Juni 2023 1 Woche \| 1 \| Niall Horan \| The Show \| – \| \| 24. Juni 2023 – 30. Juni 2023 1 Woche \| 1 \| Queens of the Stone Age \| In Times New Roman \| – \| \| 1. Juli 2023 – 14. Juli 2023 2 Wochen (insgesamt 11) \| 11 \| Pommelien Thijs \| Per ongeluk \| – \| \| 15. Juli 2023 – 21. Juli 2023 1 Woche \| 1 \| Taylor Swift \| Speak Now (Taylor’s Version) \| – \| \| 22. Juli 2023 – 4. August 2023 2 Wochen (insgesamt 11) \| 11 \| Pommelien Thijs \| Per ongeluk \| – \| \| 5. August 2023 – 11. August 2023 1 Woche (insgesamt 2) \| 2 \| Will Tura \| Als ik terugkijk (en 99 andere liedjes) \| – \| \| 12. August 2023 – 25. August 2023 2 Wochen (insgesamt 11) \| 11 \| Pommelien Thijs \| Per ongeluk \| – \| \| 26. August 2023 – 1. September 2023 1 Woche (insgesamt 2) \| 2 \| Will Tura \| Als ik terugkijk (en 99 andere liedjes) \| – \| \| 2. September 2023 – 8. September 2023 1 Woche (insgesamt 6) \| 6 \| Camille \| Magie \| – \| \| 9. September 2023 – 15. September 2023 1 Woche \| 1 \| Helmut Lotti \| Hellmut Lotti Goes Metal – Live at Graspop Metal Meeting 2023 \| – \| \| 16. September 2023 – 29. September 2023 2 Wochen \| 2 \| Olivia Rodrigo \| Guts \| – \| \| 30. September 2023 – 6. Oktober 2023 1 Woche \| 1 \| Suzan & Freek \| Iemand van vroeger \| – \| \| 7. Oktober 2023 – 13. Oktober 2023 1 Woche (insgesamt 6) \| 6 \| Metejoor \| Joris \| – \| \| 14. Oktober 2023 – 20. Oktober 2023 1 Woche \| 1 \| Brihang \| Droomvoeding \| – \| \| 21. Oktober 2023 – 27. Oktober 2023 1 Woche (insgesamt 6) \| 6 \| Metejoor \| Joris \| – \| \| 28. Oktober 2023 – 3. November 2023 1 Woche \| 1 \| The Rolling Stones \| Hackney Diamonds \| – \| \| 4. November 2023 – 10. November 2023 1 Woche \| 1 \| Taylor Swift \| 1989 (Taylor’s Version) \| – \| \| 11. November 2023 – 17. November 2023 1 Woche (insgesamt 6) \| 6 \| Metejoor \| Joris \| – \| \| 18. November 2023 – 24. November 2023 1 Woche (insgesamt 6) \| 6 \| Camille \| Magie \| – \| \| 25. November 2023 – 1. Dezember 2023 1 Woche \| 1 \| K3 \| De 3 biggetjes (Musical) \| – \| \| 2. Dezember 2023 – 29. Dezember 2023 4 Wochen (insgesamt 6) \| 6 \| Camille \| Magie \| – \| \| 30. Dezember 2023 – 5. Januar 2024 1 Woche (insgesamt 6) \| 6 \| Metejoor \| Joris \| – \| |                                                  |                                                  |                                                               |                           |
| ← 2022 |                                                  |                                                  |                                                               | → 2024 →                  |
| Zeitraum | Wo. ges.                                         | Interpret                                        | Titel                                                         | Zusätzliche Informationen |
| (Zeitraum, Wochen auf Platz eins, Interpret, Titel, zusätzliche Informationen) |                                                  |                                                  |                                                               |                           |
| 10. Dezember 2022 – 27. Januar 2023 7 Wochen (insgesamt 13) | 13                                               | Camille                                          | SOS                                                           | –                         |
| 28. Januar 2023 – 3. Februar 2023 1 Woche (insgesamt 2) | 2                                                | Måneskin                                         | Rush!                                                         | –                         |
| 4. Februar 2023 – 17. Februar 2023 2 Wochen (insgesamt 13) | 13                                               | Camille                                          | SOS                                                           | –                         |
| 18. Februar 2023 – 24. Februar 2023 1 Woche | 1                                                | Jaap Reesema                                     | Als je voor me staat                                          | –                         |
| 25. Februar 2023 – 10. März 2023 2 Wochen | 2                                                | dEUS                                             | How to Replace It                                             | –                         |
| 11. März 2023 – 17. März 2023 1 Woche (insgesamt 2) | 2                                                | Måneskin                                         | Rush!                                                         | –                         |
| 18. März 2023 – 24. März 2023 1 Woche (insgesamt 13) | 13                                               | Camille                                          | SOS                                                           | –                         |
| 25. März 2023 – 31. März 2023 1 Woche | 1                                                | U2                                               | Songs of Surrender                                            | –                         |
| 1. April 2023 – 7. April 2023 1 Woche | 1                                                | Lana Del Rey                                     | Did You Know That There’s a Tunnel Under Ocean Blvd           | –                         |
| 8. April 2023 – 14. April 2023 1 Woche | 1                                                | Fleddy Melculy                                   | Antichlist                                                    | –                         |
| 15. April 2023 – 21. April 2023 1 Woche | 1                                                | #LikeMe Cast                                     | #LikeMe – Seizoen 4                                           | –                         |
| 22. April 2023 – 5. Mai 2023 2 Wochen | 2                                                | Metallica                                        | 72 Seasons                                                    | –                         |
| 6. Mai 2023 – 12. Mai 2023 1 Woche | 1                                                | The National                                     | First Two Pages of Frankenstein                               | –                         |
| 13. Mai 2023 – 26. Mai 2023 2 Wochen | 2                                                | Ed Sheeran                                       | −                                                             | –                         |
| 27. Mai 2023 – 9. Juni 2023 2 Wochen | 2                                                | (Verschiedene Interpreten)                       | Liefde voor muziek (2023)                                     | –                         |
| 10. Juni 2023 – 16. Juni 2023 1 Woche | 1                                                | Stray Kids                                       | 5-Star                                                        | –                         |
| 17. Juni 2023 – 23. Juni 2023 1 Woche | 1                                                | Niall Horan                                      | The Show                                                      | –                         |
| 24. Juni 2023 – 30. Juni 2023 1 Woche | 1                                                | Queens of the Stone Age                          | In Times New Roman                                            | –                         |
| 1. Juli 2023 – 14. Juli 2023 2 Wochen (insgesamt 11) | 11                                               | Pommelien Thijs                                  | Per ongeluk                                                   | –                         |
| 15. Juli 2023 – 21. Juli 2023 1 Woche | 1                                                | Taylor Swift                                     | Speak Now (Taylor’s Version)                                  | –                         |
| 22. Juli 2023 – 4. August 2023 2 Wochen (insgesamt 11) | 11                                               | Pommelien Thijs                                  | Per ongeluk                                                   | –                         |
| 5. August 2023 – 11. August 2023 1 Woche (insgesamt 2) | 2                                                | Will Tura                                        | Als ik terugkijk (en 99 andere liedjes)                       | –                         |
| 12. August 2023 – 25. August 2023 2 Wochen (insgesamt 11) | 11                                               | Pommelien Thijs                                  | Per ongeluk                                                   | –                         |
| 26. August 2023 – 1. September 2023 1 Woche (insgesamt 2) | 2                                                | Will Tura                                        | Als ik terugkijk (en 99 andere liedjes)                       | –                         |
| 2. September 2023 – 8. September 2023 1 Woche (insgesamt 6) | 6                                                | Camille                                          | Magie                                                         | –                         |
| 9. September 2023 – 15. September 2023 1 Woche | 1                                                | Helmut Lotti                                     | Hellmut Lotti Goes Metal – Live at Graspop Metal Meeting 2023 | –                         |
| 16. September 2023 – 29. September 2023 2 Wochen | 2                                                | Olivia Rodrigo                                   | Guts                                                          | –                         |
| 30. September 2023 – 6. Oktober 2023 1 Woche | 1                                                | Suzan & Freek                                    | Iemand van vroeger                                            | –                         |
| 7. Oktober 2023 – 13. Oktober 2023 1 Woche (insgesamt 6) | 6                                                | Metejoor                                         | Joris                                                         | –                         |
| 14. Oktober 2023 – 20. Oktober 2023 1 Woche | 1                                                | Brihang                                          | Droomvoeding                                                  | –                         |
| 21. Oktober 2023 – 27. Oktober 2023 1 Woche (insgesamt 6) | 6                                                | Metejoor                                         | Joris                                                         | –                         |
| 28. Oktober 2023 – 3. November 2023 1 Woche | 1                                                | The Rolling Stones                               | Hackney Diamonds                                              | –                         |
| 4. November 2023 – 10. November 2023 1 Woche | 1                                                | Taylor Swift                                     | 1989 (Taylor’s Version)                                       | –                         |
| 11. November 2023 – 17. November 2023 1 Woche (insgesamt 6) | 6                                                | Metejoor                                         | Joris                                                         | –                         |
| 18. November 2023 – 24. November 2023 1 Woche (insgesamt 6) | 6                                                | Camille                                          | Magie                                                         | –                         |
| 25. November 2023 – 1. Dezember 2023 1 Woche | 1                                                | K3                                               | De 3 biggetjes (Musical)                                      | –                         |
| 2. Dezember 2023 – 29. Dezember 2023 4 Wochen (insgesamt 6) | 6                                                | Camille                                          | Magie                                                         | –                         |
| 30. Dezember 2023 – 5. Januar 2024 1 Woche (insgesamt 6) | 6                                                | Metejoor                                         | Joris                                                         | –                         |

### Jahreshitparaden
| ← 2022 ← | Liste der Nummer-eins-Hits in Belgien (Flandern) | Liste der Nummer-eins-Hits in Belgien (Flandern)  | Liste der Nummer-eins-Hits in Belgien (Flandern) | 2024 →   |
| \| Singles \| Position# \| Alben \| \| ----------------------------------------------------------------------------------------------------------------------------------------------------------------- \| --------- \| ------------------------------------------------- \| \| Flowers Miley Cyrus Miley Ray Cyrus, Michael Ross Pollack, Gregory Aldae Hein \| 1 \| Per ongeluk Pommelien Thijs \| \| Tattoo Loreen Thomas Gustafsson, Jimmy Erik Robert Jansson, Peter Lars Boström, Moa Anna Maria Carlebecker, Jimmy Paul Thörnfeldt, Lorine Zineb Noka Talhaoui \| 2 \| SOS Camille \| \| Daylight David Kushner Edison Boon Eason, Jeremy William Fedryk, Hayden Robert Hubers, Drake Jon Livingston Jr., Joshua Bruce Williams, David Alan Kushner II \| 3 \| Joris Metejoor \| \| Anti-Hero Taylor Swift Taylor Alison Swift, Jack Michael Antonoff \| 4 \| Magie Camille \| \| Wat wil je van mij Metejoor & Hannah Mae Simon H. Leferink, Hannah Schoonbeek, Joris van Rossem, Sasha Remi Sebastony Rangas, Stefanus Cornelis Maria van Leijsen \| 5 \| Harry’s House Harry Styles \| \| Stiekem Maan feat. Goldband Arno Krabman, Maan de Steenwinkel, Boaz Kok, Karel L. Gerlach, Milo J. Driessen, Wieger E. Hoogendorp \| 6 \| Midnights Taylor Swift \| \| Erop of eronder Pommelien Thijs Simon de Wit, Sasha Remi Sebastony Rangas, Pommelien Thijs, Stefanus Cornelis Maria van Leijsen \| 7 \| 1989 (Taylor’s Version) Taylor Swift \| \| Dance the Night Dua Lipa Caroline Ailin Buvik Furøyen, Dua Lipa, Mark Daniel Ronson, Andrew Wyatt Blakemore \| 8 \| Metejoor \| \| Because of You Gustaph Stef Caers, Jaouad Alloul \| 9 \| #LikeMe – Seizoen 4 #LikeMe Cast \| \| Miracle Calvin Harris & Ellie Goulding Elena Jane Goulding, Adam Richard Wiles, Matthew James Burns, Pablo Bowman Navarro, Peter John Rees Rycroft \| 10 \| Als ik terugkijk (en 99 andere liedjes) Will Tura \| |                                                  |                                                   |                                                  |          |
| ← 2022 |                                                  |                                                   |                                                  | → 2024 → |
| Singles | Position#                                        | Alben                                             |                                                  |          |
| Flowers Miley Cyrus Miley Ray Cyrus, Michael Ross Pollack, Gregory Aldae Hein | 1                                                | Per ongeluk Pommelien Thijs                       |                                                  |          |
| Tattoo Loreen Thomas Gustafsson, Jimmy Erik Robert Jansson, Peter Lars Boström, Moa Anna Maria Carlebecker, Jimmy Paul Thörnfeldt, Lorine Zineb Noka Talhaoui | 2                                                | SOS Camille                                       |                                                  |          |
| Daylight David Kushner Edison Boon Eason, Jeremy William Fedryk, Hayden Robert Hubers, Drake Jon Livingston Jr., Joshua Bruce Williams, David Alan Kushner II | 3                                                | Joris Metejoor                                    |                                                  |          |
| Anti-Hero Taylor Swift Taylor Alison Swift, Jack Michael Antonoff | 4                                                | Magie Camille                                     |                                                  |          |
| Wat wil je van mij Metejoor & Hannah Mae Simon H. Leferink, Hannah Schoonbeek, Joris van Rossem, Sasha Remi Sebastony Rangas, Stefanus Cornelis Maria van Leijsen | 5                                                | Harry’s House Harry Styles                        |                                                  |          |
| Stiekem Maan feat. Goldband Arno Krabman, Maan de Steenwinkel, Boaz Kok, Karel L. Gerlach, Milo J. Driessen, Wieger E. Hoogendorp | 6                                                | Midnights Taylor Swift                            |                                                  |          |
| Erop of eronder Pommelien Thijs Simon de Wit, Sasha Remi Sebastony Rangas, Pommelien Thijs, Stefanus Cornelis Maria van Leijsen | 7                                                | 1989 (Taylor’s Version) Taylor Swift              |                                                  |          |
| Dance the Night Dua Lipa Caroline Ailin Buvik Furøyen, Dua Lipa, Mark Daniel Ronson, Andrew Wyatt Blakemore | 8                                                | Metejoor                                          |                                                  |          |
| Because of You Gustaph Stef Caers, Jaouad Alloul | 9                                                | #LikeMe – Seizoen 4 #LikeMe Cast                  |                                                  |          |
| Miracle Calvin Harris & Ellie Goulding Elena Jane Goulding, Adam Richard Wiles, Matthew James Burns, Pablo Bowman Navarro, Peter John Rees Rycroft | 10                                               | Als ik terugkijk (en 99 andere liedjes) Will Tura |                                                  |          |

## Wallonie

### Singles
| ← 2022 ← | Liste der Nummer-eins-Hits in Belgien (Wallonie) | Liste der Nummer-eins-Hits in Belgien (Wallonie) | Liste der Nummer-eins-Hits in Belgien (Wallonie) | 2024 →                    |
| \| Zeitraum \| Wo. ges. \| Interpret \| Titel Autor(en) \| Zusätzliche Informationen \| \| (Zeitraum, Wochen auf Platz eins, Interpret, Titel, Autor[en], zusätzliche Informationen) \| \| \| \| \| \| ----------------------------------------------------------------------------------------- \| -------- \| ----------------------------- \| -------------------------------------------------------------------------------------------------------------------------------------------------------------------------------------------------------------------- \| ------------------------- \| \| 31. Dezember 2022 – 6. Januar 2023 1 Woche (insgesamt 2) \| 2 \| Mariah Carey \| All I Want for Christmas Is You Walter N. Afanasieff, Mariah Carey \| – \| \| 7. Januar 2023 – 13. Januar 2023 1 Woche (insgesamt 4) \| 4 \| David Guetta feat. Bebe Rexha \| I’m Good (Blue) Bleta Rexha, Pierre David Guetta, Camille Angelina Purcell, Massimo Gabutti, Maurizio Lobina, Gianfranco Randone, Philip John Plested \| – \| \| 14. Januar 2023 – 27. Januar 2023 2 Wochen \| 2 \| Måneskin \| The Loneliest Sarah Theresa Hudson, James John Abrahart Jr., Damiano David, Thomas Raggi, Ethan Torchio, Victoria De Angelis, Jason Gregory Evigan, Rami Yacoub, Uzoechi Osisioma Emenike, Sylvester Willy Sivertsen \| – \| \| 28. Januar 2023 – 16. Juni 2023 20 Wochen \| 20 \| Miley Cyrus \| Flowers Miley Ray Cyrus, Michael Ross Pollack, Gregory Aldae Hein \| – \| \| 17. Juni 2023 – 28. Juli 2023 6 Wochen \| 6 \| Loreen \| Tattoo Thomas Gustafsson, Jimmy Erik Robert Jansson, Peter Lars Boström, Moa Anna Maria Carlebecker, Jimmy Paul Thörnfeldt, Lorine Zineb Noka Talhaoui \| – \| \| 29. Juli 2023 – 27. Oktober 2023 13 Wochen \| 13 \| Dua Lipa \| Dance the Night Caroline Ailin Buvik Furøyen, Dua Lipa, Mark Daniel Ronson, Andrew Wyatt Blakemore \| – \| \| 28. Oktober 2023 – 1. Dezember 2023 5 Wochen (insgesamt 6) \| 6 \| Iñigo Quintero \| Si no estás Íñigo Quintero Dolz del Castellar \| – \| \| 2. Dezember 2023 – 8. Dezember 2023 1 Woche \| 1 \| Kenya Grace \| Strangers Kenya Grace Johnson \| – \| \| 9. Dezember 2023 – 15. Dezember 2023 1 Woche (insgesamt 6) \| 6 \| Iñigo Quintero \| Si no estás Íñigo Quintero Dolz del Castellar \| – \| \| 16. Dezember 2023 – 29. Dezember 2023 2 Wochen \| 2 \| Sia \| Gimme Love Sia Kate Furler, Jesse Samuel Shatkin \| – \| \| 30. Dezember 2023 – 5. Januar 2024 1 Woche (insgesamt 2) \| 2 \| Mariah Carey \| All I Want for Christmas Is You Walter N. Afanasieff, Mariah Carey \| – \| |                                                  |                                                  | |                           |
| ← 2022 |                                                  |                                                  | | → 2024 →                  |
| Zeitraum | Wo. ges.                                         | Interpret                                        | Titel Autor(en) | Zusätzliche Informationen |
| (Zeitraum, Wochen auf Platz eins, Interpret, Titel, Autor[en], zusätzliche Informationen) |                                                  |                                                  | |                           |
| 31. Dezember 2022 – 6. Januar 2023 1 Woche (insgesamt 2) | 2                                                | Mariah Carey                                     | All I Want for Christmas Is You Walter N. Afanasieff, Mariah Carey | –                         |
| 7. Januar 2023 – 13. Januar 2023 1 Woche (insgesamt 4) | 4                                                | David Guetta feat. Bebe Rexha                    | I’m Good (Blue) Bleta Rexha, Pierre David Guetta, Camille Angelina Purcell, Massimo Gabutti, Maurizio Lobina, Gianfranco Randone, Philip John Plested                                                                | –                         |
| 14. Januar 2023 – 27. Januar 2023 2 Wochen | 2                                                | Måneskin                                         | The Loneliest Sarah Theresa Hudson, James John Abrahart Jr., Damiano David, Thomas Raggi, Ethan Torchio, Victoria De Angelis, Jason Gregory Evigan, Rami Yacoub, Uzoechi Osisioma Emenike, Sylvester Willy Sivertsen | –                         |
| 28. Januar 2023 – 16. Juni 2023 20 Wochen | 20                                               | Miley Cyrus                                      | Flowers Miley Ray Cyrus, Michael Ross Pollack, Gregory Aldae Hein | –                         |
| 17. Juni 2023 – 28. Juli 2023 6 Wochen | 6                                                | Loreen                                           | Tattoo Thomas Gustafsson, Jimmy Erik Robert Jansson, Peter Lars Boström, Moa Anna Maria Carlebecker, Jimmy Paul Thörnfeldt, Lorine Zineb Noka Talhaoui                                                               | –                         |
| 29. Juli 2023 – 27. Oktober 2023 13 Wochen | 13                                               | Dua Lipa                                         | Dance the Night Caroline Ailin Buvik Furøyen, Dua Lipa, Mark Daniel Ronson, Andrew Wyatt Blakemore | –                         |
| 28. Oktober 2023 – 1. Dezember 2023 5 Wochen (insgesamt 6) | 6                                                | Iñigo Quintero                                   | Si no estás Íñigo Quintero Dolz del Castellar | –                         |
| 2. Dezember 2023 – 8. Dezember 2023 1 Woche | 1                                                | Kenya Grace                                      | Strangers Kenya Grace Johnson | –                         |
| 9. Dezember 2023 – 15. Dezember 2023 1 Woche (insgesamt 6) | 6                                                | Iñigo Quintero                                   | Si no estás Íñigo Quintero Dolz del Castellar | –                         |
| 16. Dezember 2023 – 29. Dezember 2023 2 Wochen | 2                                                | Sia                                              | Gimme Love Sia Kate Furler, Jesse Samuel Shatkin | –                         |
| 30. Dezember 2023 – 5. Januar 2024 1 Woche (insgesamt 2) | 2                                                | Mariah Carey                                     | All I Want for Christmas Is You Walter N. Afanasieff, Mariah Carey | –                         |

### Alben
| ← 2022 ← | Liste der Nummer-eins-Hits in Belgien (Wallonie) | Liste der Nummer-eins-Hits in Belgien (Wallonie) | Liste der Nummer-eins-Hits in Belgien (Wallonie) | 2024 →                    |
| \| Zeitraum \| Wo. ges. \| Interpret \| Titel \| Zusätzliche Informationen \| \| (Zeitraum, Wochen auf Platz eins, Interpret, Titel, zusätzliche Informationen) \| \| \| \| \| \| ------------------------------------------------------------------------------ \| -------- \| ----------------------- \| ------------------------------- \| ------------------------- \| \| 24. Dezember 2022 – 6. Januar 2023 2 Wochen (insgesamt 3) \| 3 \| Patrick Bruel \| Encore une fois \| – \| \| 7. Januar 2023 – 20. Januar 2023 2 Wochen (insgesamt 6) \| 6 \| Lomepal \| Mauvais ordre \| – \| \| 21. Januar 2023 – 27. Januar 2023 1 Woche \| 1 \| Indochine \| Central Tour 2022 \| – \| \| 28. Januar 2023 – 3. Februar 2023 1 Woche (insgesamt 2) \| 2 \| Måneskin \| Rush! \| – \| \| 4. Februar 2023 – 10. Februar 2023 1 Woche (insgesamt 2) \| 2 \| Pierre de Maere \| Regarde-moi \| – \| \| 11. Februar 2023 – 17. Februar 2023 1 Woche (insgesamt 2) \| 2 \| Måneskin \| Rush! \| – \| \| 18. Februar 2023 – 24. Februar 2023 1 Woche (insgesamt 2) \| 2 \| Pierre de Maere \| Regarde-moi \| – \| \| 25. Februar 2023 – 10. März 2023 2 Wochen (insgesamt 3) \| 3 \| Hamza \| Sincèrement \| – \| \| 11. März 2023 – 24. März 2023 2 Wochen \| 2 \| Les Enfoirés \| Enfoirés un jour, toujours \| – \| \| 25. März 2023 – 31. März 2023 1 Woche \| 1 \| U2 \| Songs of Surrender \| – \| \| 1. April 2023 – 21. April 2023 3 Wochen \| 3 \| Depeche Mode \| Memento Mori \| – \| \| 22. April 2023 – 28. April 2023 1 Woche \| 1 \| Metallica \| 72 Seasons \| – \| \| 29. April 2023 – 5. Mai 2023 1 Woche \| 1 \| Agust D \| D-Day \| – \| \| 6. Mai 2023 – 12. Mai 2023 1 Woche (insgesamt 3) \| 3 \| Hamza \| Sincèrement \| – \| \| 13. Mai 2023 – 19. Mai 2023 1 Woche \| 1 \| Ed Sheeran \| − \| – \| \| 20. Mai 2023 – 26. Mai 2023 1 Woche \| 1 \| Étienne Daho \| Tirer la nuit sur les étoiles \| – \| \| 27. Mai 2023 – 2. Juni 2023 1 Woche \| 1 \| Luv Resval \| Mustafar \| – \| \| 3. Juni 2023 – 9. Juni 2023 1 Woche \| 1 \| Loïc Nottet \| Addictocrate \| – \| \| 10. Juni 2023 – 16. Juni 2023 1 Woche \| 1 \| Stray Kids \| 5-Star \| – \| \| 17. Juni 2023 – 23. Juni 2023 1 Woche \| 1 \| Jul \| C’est quand qu’il s’éteint? \| – \| \| 24. Juni 2023 – 30. Juni 2023 1 Woche \| 1 \| Queens of the Stone Age \| In Times New Roman \| – \| \| 1. Juli 2023 – 7. Juli 2023 1 Woche \| 1 \| Luidji \| Saison 00 \| – \| \| 8. Juli 2023 – 28. Juli 2023 3 Wochen (insgesamt 5) \| 5 \| Ninho \| NI \| – \| \| 29. Juli 2023 – 4. August 2023 1 Woche \| 1 \| Blur \| The Ballad of Darren \| – \| \| 5. August 2023 – 25. August 2023 3 Wochen \| 3 \| Travis Scott \| Utopia \| – \| \| 26. August 2023 – 8. September 2023 2 Wochen (insgesamt 5) \| 5 \| Ninho \| NI \| – \| \| 9. September 2023 – 15. September 2023 1 Woche \| 1 \| Florent Pagny \| 2bis \| – \| \| 16. September 2023 – 22. September 2023 1 Woche \| 1 \| Calogero \| A.M.O.U.R \| – \| \| 23. September 2023 – 29. September 2023 1 Woche (insgesamt 2) \| 2 \| Freeze Corleone \| ADC \| – \| \| 30. September 2023 – 6. Oktober 2023 1 Woche \| 1 \| Kylie Minogue \| Tension \| – \| \| 7. Oktober 2023 – 13. Oktober 2023 1 Woche (insgesamt 2) \| 2 \| Freeze Corleone \| ADC \| – \| \| 14. Oktober 2023 – 20. Oktober 2023 1 Woche \| 1 \| Roger Waters \| The Dark Side of the Moon Redux \| – \| \| 21. Oktober 2023 – 27. Oktober 2023 1 Woche \| 1 \| Melanie De Biasio \| Il viaggio \| – \| \| 28. Oktober 2023 – 3. November 2023 1 Woche \| 1 \| The Rolling Stones \| Hackney Diamonds \| – \| \| 4. November 2023 – 10. November 2023 1 Woche \| 1 \| Taylor Swift \| 1989 (Taylor’s Version) \| – \| \| 11. November 2023 – 17. November 2023 1 Woche \| 1 \| Jung Kook \| Golden \| – \| \| 18. November 2023 – 24. November 2023 1 Woche (insgesamt 3) \| 3 \| Vianney \| À 2 à 3 \| – \| \| 25. November 2023 – 1. Dezember 2023 1 Woche \| 1 \| Johnny Hallyday \| Made in Rock ’n’ Roll \| – \| \| 2. Dezember 2023 – 8. Dezember 2023 1 Woche \| 1 \| Florent Pagny \| 2bis \| – \| \| 9. Dezember 2023 – 22. Dezember 2023 2 Wochen (insgesamt 5) \| 5 \| Gazo & Tiakola \| La melo est gangx \| – \| \| 23. Dezember 2023 – 5. Januar 2024 2 Wochen (insgesamt 3) \| 3 \| Vianney \| À 2 à 3 \| – \| |                                                  |                                                  |                                                  |                           |
| ← 2022 |                                                  |                                                  |                                                  | → 2024 →                  |
| Zeitraum | Wo. ges.                                         | Interpret                                        | Titel                                            | Zusätzliche Informationen |
| (Zeitraum, Wochen auf Platz eins, Interpret, Titel, zusätzliche Informationen) |                                                  |                                                  |                                                  |                           |
| 24. Dezember 2022 – 6. Januar 2023 2 Wochen (insgesamt 3) | 3                                                | Patrick Bruel                                    | Encore une fois                                  | –                         |
| 7. Januar 2023 – 20. Januar 2023 2 Wochen (insgesamt 6) | 6                                                | Lomepal                                          | Mauvais ordre                                    | –                         |
| 21. Januar 2023 – 27. Januar 2023 1 Woche | 1                                                | Indochine                                        | Central Tour 2022                                | –                         |
| 28. Januar 2023 – 3. Februar 2023 1 Woche (insgesamt 2) | 2                                                | Måneskin                                         | Rush!                                            | –                         |
| 4. Februar 2023 – 10. Februar 2023 1 Woche (insgesamt 2) | 2                                                | Pierre de Maere                                  | Regarde-moi                                      | –                         |
| 11. Februar 2023 – 17. Februar 2023 1 Woche (insgesamt 2) | 2                                                | Måneskin                                         | Rush!                                            | –                         |
| 18. Februar 2023 – 24. Februar 2023 1 Woche (insgesamt 2) | 2                                                | Pierre de Maere                                  | Regarde-moi                                      | –                         |
| 25. Februar 2023 – 10. März 2023 2 Wochen (insgesamt 3) | 3                                                | Hamza                                            | Sincèrement                                      | –                         |
| 11. März 2023 – 24. März 2023 2 Wochen | 2                                                | Les Enfoirés                                     | Enfoirés un jour, toujours                       | –                         |
| 25. März 2023 – 31. März 2023 1 Woche | 1                                                | U2                                               | Songs of Surrender                               | –                         |
| 1. April 2023 – 21. April 2023 3 Wochen | 3                                                | Depeche Mode                                     | Memento Mori                                     | –                         |
| 22. April 2023 – 28. April 2023 1 Woche | 1                                                | Metallica                                        | 72 Seasons                                       | –                         |
| 29. April 2023 – 5. Mai 2023 1 Woche | 1                                                | Agust D                                          | D-Day                                            | –                         |
| 6. Mai 2023 – 12. Mai 2023 1 Woche (insgesamt 3) | 3                                                | Hamza                                            | Sincèrement                                      | –                         |
| 13. Mai 2023 – 19. Mai 2023 1 Woche | 1                                                | Ed Sheeran                                       | −                                                | –                         |
| 20. Mai 2023 – 26. Mai 2023 1 Woche | 1                                                | Étienne Daho                                     | Tirer la nuit sur les étoiles                    | –                         |
| 27. Mai 2023 – 2. Juni 2023 1 Woche | 1                                                | Luv Resval                                       | Mustafar                                         | –                         |
| 3. Juni 2023 – 9. Juni 2023 1 Woche | 1                                                | Loïc Nottet                                      | Addictocrate                                     | –                         |
| 10. Juni 2023 – 16. Juni 2023 1 Woche | 1                                                | Stray Kids                                       | 5-Star                                           | –                         |
| 17. Juni 2023 – 23. Juni 2023 1 Woche | 1                                                | Jul                                              | C’est quand qu’il s’éteint?                      | –                         |
| 24. Juni 2023 – 30. Juni 2023 1 Woche | 1                                                | Queens of the Stone Age                          | In Times New Roman                               | –                         |
| 1. Juli 2023 – 7. Juli 2023 1 Woche | 1                                                | Luidji                                           | Saison 00                                        | –                         |
| 8. Juli 2023 – 28. Juli 2023 3 Wochen (insgesamt 5) | 5                                                | Ninho                                            | NI                                               | –                         |
| 29. Juli 2023 – 4. August 2023 1 Woche | 1                                                | Blur                                             | The Ballad of Darren                             | –                         |
| 5. August 2023 – 25. August 2023 3 Wochen | 3                                                | Travis Scott                                     | Utopia                                           | –                         |
| 26. August 2023 – 8. September 2023 2 Wochen (insgesamt 5) | 5                                                | Ninho                                            | NI                                               | –                         |
| 9. September 2023 – 15. September 2023 1 Woche | 1                                                | Florent Pagny                                    | 2bis                                             | –                         |
| 16. September 2023 – 22. September 2023 1 Woche | 1                                                | Calogero                                         | A.M.O.U.R                                        | –                         |
| 23. September 2023 – 29. September 2023 1 Woche (insgesamt 2) | 2                                                | Freeze Corleone                                  | ADC                                              | –                         |
| 30. September 2023 – 6. Oktober 2023 1 Woche | 1                                                | Kylie Minogue                                    | Tension                                          | –                         |
| 7. Oktober 2023 – 13. Oktober 2023 1 Woche (insgesamt 2) | 2                                                | Freeze Corleone                                  | ADC                                              | –                         |
| 14. Oktober 2023 – 20. Oktober 2023 1 Woche | 1                                                | Roger Waters                                     | The Dark Side of the Moon Redux                  | –                         |
| 21. Oktober 2023 – 27. Oktober 2023 1 Woche | 1                                                | Melanie De Biasio                                | Il viaggio                                       | –                         |
| 28. Oktober 2023 – 3. November 2023 1 Woche | 1                                                | The Rolling Stones                               | Hackney Diamonds                                 | –                         |
| 4. November 2023 – 10. November 2023 1 Woche | 1                                                | Taylor Swift                                     | 1989 (Taylor’s Version)                          | –                         |
| 11. November 2023 – 17. November 2023 1 Woche | 1                                                | Jung Kook                                        | Golden                                           | –                         |
| 18. November 2023 – 24. November 2023 1 Woche (insgesamt 3) | 3                                                | Vianney                                          | À 2 à 3                                          | –                         |
| 25. November 2023 – 1. Dezember 2023 1 Woche | 1                                                | Johnny Hallyday                                  | Made in Rock ’n’ Roll                            | –                         |
| 2. Dezember 2023 – 8. Dezember 2023 1 Woche | 1                                                | Florent Pagny                                    | 2bis                                             | –                         |
| 9. Dezember 2023 – 22. Dezember 2023 2 Wochen (insgesamt 5) | 5                                                | Gazo & Tiakola                                   | La melo est gangx                                | –                         |
| 23. Dezember 2023 – 5. Januar 2024 2 Wochen (insgesamt 3) | 3                                                | Vianney                                          | À 2 à 3                                          | –                         |

### Jahreshitparaden
| ← 2022 ← | Liste der Nummer-eins-Hits in Belgien (Wallonie) | Liste der Nummer-eins-Hits in Belgien (Wallonie) | Liste der Nummer-eins-Hits in Belgien (Wallonie) | 2024 →   |
| \| Singles \| Position# \| Alben \| \| ----------------------------------------------------------------------------------------------------------------------------------------------------------------------------------------------------------------------------------------- \| --------- \| ------------------------- \| \| Flowers Miley Cyrus Miley Ray Cyrus, Michael Ross Pollack, Gregory Aldae Hein \| 1 \| Sincèrement Hamza \| \| Tattoo Loreen Thomas Gustafsson, Jimmy Erik Robert Jansson, Peter Lars Boström, Moa Anna Maria Carlebecker, Jimmy Paul Thörnfeldt, Lorine Zineb Noka Talhaoui \| 2 \| Ipséité Damso \| \| Dance the Night Dua Lipa Caroline Ailin Buvik Furøyen, Dua Lipa, Mark Daniel Ronson, Andrew Wyatt Blakemore \| 3 \| Carré Werenoi \| \| Creepin’ Metro Boomin feat. the Weeknd & 21 Savage Eithne Pádraigín Ní Bhraonáin, Mario Mendell Winans, Nicholas Dominick Ryan, Roma Shane Ryan, Michael Carlos Jones, Parrish Joseff Smith, Chauncey Lamont Hawkins, Erick S. Sermon \| 4 \| Mélo Tiakola \| \| Substitution Purple Disco Machine & Kungs feat. Julian Perretta Marian Gold, Bernhard Lloyd, Frank Mertens, Joacim Bo Persson, Dag Daniel Osmund Lundberg, Valentin Benoît José Brunel, Andrea Tirone, Tino Schmidt, Julian Remo Perretta \| 5 \| Mauvais ordre Lomepal \| \| The Loneliest Måneskin Sarah Theresa Hudson, James John Abrahart Jr., Damiano David, Thomas Raggi, Ethan Torchio, Victoria De Angelis, Jason Gregory Evigan, Rami Yacoub, Uzoechi Osisioma Emenike, Sylvester Willy Sivertsen \| 6 \| Jeannine Lomepal \| \| Daylight David Kushner Edison Boon Eason, Jeremy William Fedryk, Hayden Robert Hubers, Drake Jon Livingston Jr., Joshua Bruce Williams, David Alan Kushner II \| 7 \| KMT Gazo \| \| Eyes Closed Ed Sheeran Edward Christopher Sheeran, Martin Karl Sandberg, Johan Karl Schuster, Frederick John Philip Gibson \| 8 \| 2bis Florent Pagny \| \| Mamma mia Mentissa Vianney Marie Bruno Antoine Bureau \| 9 \| Memento Mori Depeche Mode \| \| Bolide allemand SDM Musik: Jonhatan Kimbuta Nimi, Issa Harmady Jean Fournel, Yoann Serge Marcel Guillaume; Text: Léonard Manzambi \| 10 \| Rush! Måneskin \| |                                                  |                                                  |                                                  |          |
| ← 2022 |                                                  |                                                  |                                                  | → 2024 → |
| Singles | Position#                                        | Alben                                            |                                                  |          |
| Flowers Miley Cyrus Miley Ray Cyrus, Michael Ross Pollack, Gregory Aldae Hein | 1                                                | Sincèrement Hamza                                |                                                  |          |
| Tattoo Loreen Thomas Gustafsson, Jimmy Erik Robert Jansson, Peter Lars Boström, Moa Anna Maria Carlebecker, Jimmy Paul Thörnfeldt, Lorine Zineb Noka Talhaoui | 2                                                | Ipséité Damso                                    |                                                  |          |
| Dance the Night Dua Lipa Caroline Ailin Buvik Furøyen, Dua Lipa, Mark Daniel Ronson, Andrew Wyatt Blakemore | 3                                                | Carré Werenoi                                    |                                                  |          |
| Creepin’ Metro Boomin feat. the Weeknd & 21 Savage Eithne Pádraigín Ní Bhraonáin, Mario Mendell Winans, Nicholas Dominick Ryan, Roma Shane Ryan, Michael Carlos Jones, Parrish Joseff Smith, Chauncey Lamont Hawkins, Erick S. Sermon | 4                                                | Mélo Tiakola                                     |                                                  |          |
| Substitution Purple Disco Machine & Kungs feat. Julian Perretta Marian Gold, Bernhard Lloyd, Frank Mertens, Joacim Bo Persson, Dag Daniel Osmund Lundberg, Valentin Benoît José Brunel, Andrea Tirone, Tino Schmidt, Julian Remo Perretta | 5                                                | Mauvais ordre Lomepal                            |                                                  |          |
| The Loneliest Måneskin Sarah Theresa Hudson, James John Abrahart Jr., Damiano David, Thomas Raggi, Ethan Torchio, Victoria De Angelis, Jason Gregory Evigan, Rami Yacoub, Uzoechi Osisioma Emenike, Sylvester Willy Sivertsen | 6                                                | Jeannine Lomepal                                 |                                                  |          |
| Daylight David Kushner Edison Boon Eason, Jeremy William Fedryk, Hayden Robert Hubers, Drake Jon Livingston Jr., Joshua Bruce Williams, David Alan Kushner II | 7                                                | KMT Gazo                                         |                                                  |          |
| Eyes Closed Ed Sheeran Edward Christopher Sheeran, Martin Karl Sandberg, Johan Karl Schuster, Frederick John Philip Gibson | 8                                                | 2bis Florent Pagny                               |                                                  |          |
| Mamma mia Mentissa Vianney Marie Bruno Antoine Bureau | 9                                                | Memento Mori Depeche Mode                        |                                                  |          |
| Bolide allemand SDM Musik: Jonhatan Kimbuta Nimi, Issa Harmady Jean Fournel, Yoann Serge Marcel Guillaume; Text: Léonard Manzambi | 10                                               | Rush! Måneskin                                   |                                                  |          |